# Пискунов, Владимир Николаевич
Владимир Николаевич Пискунов (19 августа 1947, Сорочинск, Чкаловская область — 26 июля 2013, Саров, Нижегородская область) — советский и российский учёный-ядерщик.

## Биография
С 1964 по 1970 год учился на физико-математическом факультете Ленинградского университета. Дипломная работа по математическим моделям взаимодействующих нуклонов выполнена на теоретической кафедре под руководством академика Фаддеева Л. Д.
С 1970 г. работал в теоретических подразделениях РФЯЦ — ВНИИЭФ. Занимался определением реакции натурных опытов и уровней нагружения, созданием методик расчёта, а также анализировал экспериментальные результаты. Участвовал в полигонных облучательных экспериментах 1976, 1978, 1979 гг. 
В 80-х гг. руководитель и ответственный исполнитель работ ВНИИЭФ, в которых изучалась экологическая опасность диспергирования тяжёлых металлов во время взрывов на испытательных площадках и определялись параметры аэрозольных загрязнений путём отбора проб на подстилающей поверхности, а также с помощью самолёта-лаборатории. При проведении ВНИИЭФ радиационного обследования территорий‚ прилегающих к зоне Чернобыльской аварии‚ в 1991 году под его руководством выполнены работы по созданию системы информационного обеспечения радиационного и экологического мониторинга в г. Гомеле и Гомельской области. 
С 1993 года заведующий только что созданной лабораторией физики дисперсных систем, в которой выполнялись расчётно-теоретические работы над проблемами безопасности ядерного оружия и экологии: по кинетике формирования аэрозолей, разработке моделей динамических источников выброса, созданию методик прогноза, расчёту последствий гипотетических аварий с ядерным оружием и объектами ядерной энергетики. В 1995 году лаборатория преобразована в отдел физики дисперсных систем. 
В 1997 г. назначен на должность главного научного сотрудника ВНИИЭФ для осуществления научной координации расчётно-теоретических работ ВНИИЭФ по тематике безопасности и экологии с другими организациями. 
Значительная часть научной деятельности посвящена физике дисперсных систем. Совместно с сотрудниками НИФХИ им. Карпова в 70-х — 80-х годах им выполнен цикл работ по теории коагуляции, в которых описан новый класс автомодельных распределений частиц, обнаружены критические явления в коагулирующих системах. На основе полученных результатов защитил кандидатскую (1978) и докторскую (1988) диссертации. В 2005 году присвоено звание профессора по специальности «Теоретическая физика».
Участник симпозиумов и конференций по экологии и безопасности, а также международных конференций по аэрозолям. EAC 1997 (Гамбург), EAC 1998 (Лондон), EAC 1999 (Прага), EAC 2000 (Дублин), IAC 2002 (Тайпей), EAC 2003 (Мадрид), EAC 2004 (Будапешт), EAC 2007 (Копенгаген), 2009 (Сингапур), ЕАС 2010 (Хельсинки), ЕАС 2011 (Вена), ЕАС 2012 (Гранада) и многих других; председатель оргкомитета международной конференции «Аэрозоли и безопасность — 2005» (Обнинск). 
Профессор кафедры теоретической ядерной физики МИФИ и кафедры теоретической физики СарФТИ. Автор курсов лекций «Физические процессы в дисперсных системах», «Моделирование процессов формирования и переноса промышленных и аварийных выбросов» и «Теория дисперсных систем».
Результаты научной деятельности обобщены в 190 научно-технических отчётах, 70 публикациях в открытой печати и около 50 докладах на международных конференциях, встречах и семинарах. Автор 7 монографий.

## Сочинения
- Роль процессов коагуляции в формировании спектров частиц в дисперсных системах : диссертация ... доктора физико-математических наук : 01.04.12. - Москва, 1987. - 317 с. : ил.
- Динамика аэрозолей / В. Н. Пискунов. - Москва : Физматлит®, 2010. - 293 с. : ил., табл.; 22 см.; ISBN 978-5-9221-1286-4
- Теоретические модели кинетики формирования аэрозолей : Монография / В. Н. Пискунов; Рос. федер. ядер. центр - ВНИИЭФ. - Саров : ВНИИЭФ, 2000. - 209 с. : ил., табл.; 22 см.; ISBN 5-85165-408-2
- Кинетика процессов коагуляции : Учеб. пособие / В.Н. Пискунов; Рос. федер. ядер. центр - ВНИИЭФ. - Саров : ВНИИЭФ, 1999. - 56, [1] с. : ил., табл.; 20 см.; ISBN 5-85165-399-X
- Кинетика зарождения и роста частиц дисперсной фазы : Учеб. пособие / В.Н. Пискунов; Рос. федер. ядер. центр - ВНИИЭФ. - Саров : ВНИИЭФ, 1999. - 32, [1] с. : ил.; 20 см.; ISBN 5-85165-399-X
- Моделирование динамических процессов в аэродисперсных системах : монография / В. Н. Пискунов; ФГУП "Рос. федер. ядер. центр-ВНИИЭФ". - Саров : РФЯЦ-ВНИИЭФ, 2004 (Издат.-полигр. комплекс ФГУП РФЯЦ-ВНИИЭФ). - 161 с. : ил., табл.; 22 см.; ISBN 5-9515-0039-7
- Фуллерены и нанотрубки. Основные свойства и методы расчета : учеб. изд. / В. Н. Пискунов, И. А. Давыдов, К. Б. Жогова ; ФГУП "Рос. федер. ядер. центр - ВНИИЭФ". - Саров : [б. и.], 2005 (Саров (Нижегор. обл.) : РФЯЦ-ВНИИЭФ). - 92 с. : ил.; 23 см.; ISBN 5-9515-0060-5